# Rohrpöhle
Die Rohrpöhle
sind eine Gruppe von drei eutrophen kleinen Seen im Landkreis Mecklenburgische Seenplatte im Südosten Mecklenburgs und Teil des Naturschutzgebietes Krüselinsee und Mechowseen.

## Lage
Die Seengruppe liegt im Naturpark Feldberger Seenlandschaft in der Gemeinde Feldberger Seenlandschaft nordöstlich des Ortes Mechow. Rund um die Seen befindet sich Nadel- und Mischwald. Am Ufer sind meist Schwarzerlen, aber auch andere Laubbäume anzutreffen.

## Entstehung
Die Seen sind am Ende der Weichseleiszeit entstanden. Da sie im Sandergebiet liegen, handelt es sich wahrscheinlich um zwei nahe beieinander liegende Sölle, denn noch 1932 gab es nur zwei Seen. Der südliche von beiden wurde später geteilt.

## Gliederung
Die Seengruppe ist teilweise verlandet. Der nördliche See hat die Ausmaße von 207 m mal 175 m mit einer Fläche von 3,14 ha. Der mittlere, in dem  der 170 m westlich gelegene Goschsee (0,75 ha) entwässert, hat eine Fläche von 4,96 ha, ist 378 m mal 190 m groß. Der südliche der drei Seen misst 268 m mal 93 m bei einer Fläche von 2,2 ha. Er entwässert durch den Weutschsee, dessen Spiegel 1,6 m tiefer liegt zum Mechowbach.

## Belastung
Von 1962 bis 1972 wurde zumindest der südliche See zur Entenmast genutzt. Ab 1965 bis 1989 wurden der nördliche und der mittlere für die Karpfenintensivhaltung genutzt. Beide Maßnahmen brachten einen erheblichen Nährstoffeintrag.

## Nutzung
Die Seen werden für den Fischfang genutzt.